# Лікома (дистрикт)
Ліко́ма (англ. Likoma) — дистрикт у складі Північного регіону Малаві.
Адміністративний центр — селище Лікома.

## Населення
Населення — 14527 осіб (2018, 10714 у 2008, 8074 у 1998, 8192 у 1987, 7900 у 1977).
Національний склад:
- ньянджа — 73,8 %
- чева — 9,2 %
- тонга — 9,1 %
- тумбука — 3,1 %
- яо — 1,4 %
- нгоні — 1,2 %
- ломве — 1,1 %
- нхонде — 0,4 %
- манганджа — 0,2 %
- сена — 0,1 %
- ламб'я — 0,1 %
- суква — 0,0 %
- інші — 0,3 %

## Склад
Дистрикт складається з 2 адмінодиниць третього порядку:
| Громада, населений пункт   | Площа, км² | Населення, осіб (2018) | Центр |
| -------------------------- | ---------- | ---------------------- | ----- |
| Традиційні громади         |            |                        |       |
| Мкумфа                     | 18,95      | 13204                  | -     |
| Центральні населені пункти |            |                        |       |
| Лікома                     | 1,33       | 1323                   | -     |